# Монстера
Монстера (лат. Monstera deliciosa) је крупна тропска лијана која се често гаји као украсна биљка.

## Назив
се често погрешно назива Philodendron pertusum. Назив монстера је читавом роду дао француски ботаничар Адансон 1763. године, вероватно зато што су му необични листови ове биљке изгледали „монструозно“.

## Опис биљке
Корење ове биљке је ваздушно и може достићи знатну дужину.
Стабло може да достигне висину од 2 до 3 метра (по неким изворима и до 6 метара), а расте у ширину (са све листовима) до 1,5 метара.
Лишће је округлог облика, пречника до једног метра. По себи има рупе и дубоко је урезано што говори о кишовитом природном станишту ове биљке. Међутим, при слабој светлости листови су мањи и целог обода. Нерватура је мрежаста.
Цветови у групама чине цваст клип кога, попут корнета, обавијају изражене брактеје крем боје.
Плод је жут и ваљкастог облика, по изгледу сличан банани, а укус му је налик ананасу. Сазрева само у подручјима са веома топлом климом.

## Гајење
Сади се тако да у саксији буду присутни хумус од лишћа, песак и светли тресет. Од маја до септембра биљку треба ђубрити течним ђубривом сваких 15 дана. Лети треба да се залива чешће, једном недељно (такође и у пролеће и јесен), а зими сваких 10-15 дана. Овој биљци одговара повећана влажност ваздуха. Треба да буде на светлом месту, али не директно изложена сунцу. У току раста треба подупрети нове изданке, а нега листова укључује и скидање прашине са њих мокрим сунђером. Крајем зиме треба је пресадити у другу саксију и додати стајско ђубриво.

## Животни век
Траје од 5 до 6 година. Ову врсту углавном не нападају штеточине и болести, па је захвална за почетнике одгајиваче.

## Порекло
Потиче из тропске Америке. Учесници посебних верских обреда у Гватемали користе листове ове биљке као лепезу и тако терају од себе зле духове.